# Aprostocetus neglectus
Aprostocetus neglectus är en stekelart som först beskrevs av Domenichini 1957.  Aprostocetus neglectus ingår i släktet Aprostocetus och familjen finglanssteklar. Arten är reproducerande i Sverige. Inga underarter finns listade i Catalogue of Life.